# Gina G
Gina Mary Gardiner, más conocida por su seudónimo Gina G (n. 3 de agosto de 1970 en Brisbane, Australia) es una cantante australiana asentada en Reino Unido, y que interpreta temas de eurodance. 
En 1996 representó a Reino Unido en el Festival de Eurovisión con el tema "Ooh Aah... Just a Little Bit" (Ooh, Aah, solo un poquito), el cual alcanzó la primera ubicación en la lista de éxitos del Reino Unido.

## Biografía
La cantante comenzó su carrera musical en 1990 como disc jockey en Melbourne, y formó su primer grupo en 1992 como vocalista en la formación dance Bass Culture, con la que consiguió su primer éxito con el sencillo "Love the life".
En 1993 abandonó su país natal para residir en Reino Unido, donde comenzó a desarrollar su carrera en solitario con colaboraciones como vocalista en temas de corte eurodance. En 1996 venció un concurso organizado por la BBC para ser la representante del país en el Festival de Eurovisión de 1996, con la canción "Ooh Aah... Just A Little Bit". A pesar de que en el certamen terminó en octava posición, el sencillo fue un éxito de ventas tanto en Inglaterra como en otros países de Europa, y fue nominado a un premio Grammy en 1998 como "mejor tema dance".
Tras darse a conocer en Eurovisión, Gina G continuó su carrera con su primer disco, Fresh! (1997), del cual vendió 60.000 copias, y un álbum de remezclas que salió un año después. la artista paró su carrera durante varios años. En 2003 participó en un programa de telerrealidad de ITV.
Su regreso al panorama musical se produjo en 2005, cuando participa en la preselección británica para el Festival de Eurovisión de 2005, perdiendo ante Javine. En agosto de ese mismo año publica un nuevo álbum, "Get up & dance", que sale a la venta por Internet a través de su web y el servicio iTunes desde 2009.

## Discografía

### Álbumes
- Fresh! (1997)
- Gina G Remix Album (2003)
- Get up & dance (2005)

### Sencillos
- 1992: "Love the Life"
- 1996: "Ooh Aah... Just a Little Bit"
- 1996: "I Belong to You"
- 1997: "Fresh"
- 1997: "Ti Amo"
- 1997: "Gimme Some Love"
- 1997: "Every Time I Fall"
- 2004: "Just a Little Bit" (2004 remix) (AVMP vs. Gina G)
- 2005: "Flashback"
- 2006: "Tonight's the Night"
- 2011: "Next 2 U" (Gina G feat. Vigilante)